# Лимборх, Филипп ван
Филипп ван Лимборх (19 июня 1633, Амстердам — 30 апреля 1712, там же) — голландский протестантский реформатский и ремонстрантский богослов, проповедник, педагог.
Видный представитель арминианства, существенно повлиявшего на формирование богословия общих баптистов.

## Биография
Сын адвоката. Внучатый племянник Симона Епископия, был учеником двух других видных арминианских богословов Герарда Фоссия и Этьена де Курселя.
Получил образование в Лейдене и Амстердаме. С 1652 год обучался в Утрехтском университете.
Активный последователь арминианства. Один из видных представителем арминианской доктрины. Горячий поборник веротерпимости.
В 1657 году стал ремонстрантским пастором в Гауде, в 1667 году был переведен в Амстердам, в следующем году занял должность профессора богословия Ремонстрантской семинарии в Амстердаме. Одновременно выполнял пастырские обязанности.
В конце 1685 года познакомился и подружился с Джоном Локком, чей труд «Послания о веротерпимости» был адресован ему и впервые опубликован Филиппом ван Лимборхом.
Умер в Амстердаме 30 апреля 1712 года.
Автор учения о христианской толерантности, идей «минимального кредо», необходимого для спасения души и аргументов, доказывавших незаконность преследований по религиозным причинам.
Ему принадлежат труды «Христианская теология» (1686) и «История инквизиции» (1692). В 1706 году член Лондонского королевского общества Уильям Джонс перевёл «Христианскую теологию» Лимборха на английский язык.

## Избранные сочинения
- «Theologia christiana» (1686),
- «Historia inquisitionis» (1692) и др.